# Макдональд, Рональд Каделл
Рональд Каделл Макдональд (англ. Ronald Cadell Macdonald; 4 июля 1868 — 26 января 1942, Инвернесс) — шотландский шахматист. Врач.
Многократный чемпион Шотландии (1901, 1904, 1905, 1906, 1927 и 1928).